# Estadio Municipal Antonio Lorenzo Cuevas
Das Estadio Municipal Antonio Lorenzo Cuevas ist ein Fußballstadion mit Leichtathletikanlage in der spanischen Stadt Marbella, Autonome Gemeinschaft Andalusien, im Süden des Landes. Es ist die Heimspielstätte des Fußballvereins Marbella FC. Insgesamt bietet es Platz für 7300 Zuschauer. Am 23. Februar 2019 erhielt die Anlage den Namen des lokalen Fußballspielers Antonio Lorenzo Cuevas. Der Marbella Cup, ein Einladungsturnier für Vereinsmannschaften, wurde von 2004 bis 2017 siebenmal im Stadion von Marbella ausgetragen.

## Konzerte
Die Band Queen hatte am 5. August 1986 im Stadion einen Auftritt im Rahmen ihrer Magic Tour, welcher zudem der vorletzte Auftritt von Freddie Mercury bei einem Konzert war. Genau zwei Jahre später gab hier auch Michael Jackson einen Auftritt in Form seiner Bad World Tour. Zudem hatte hier auch Prince im Juli 1990 einen Auftritt bei seiner Nude Tour.